# Schachtanlage Niederberg IV

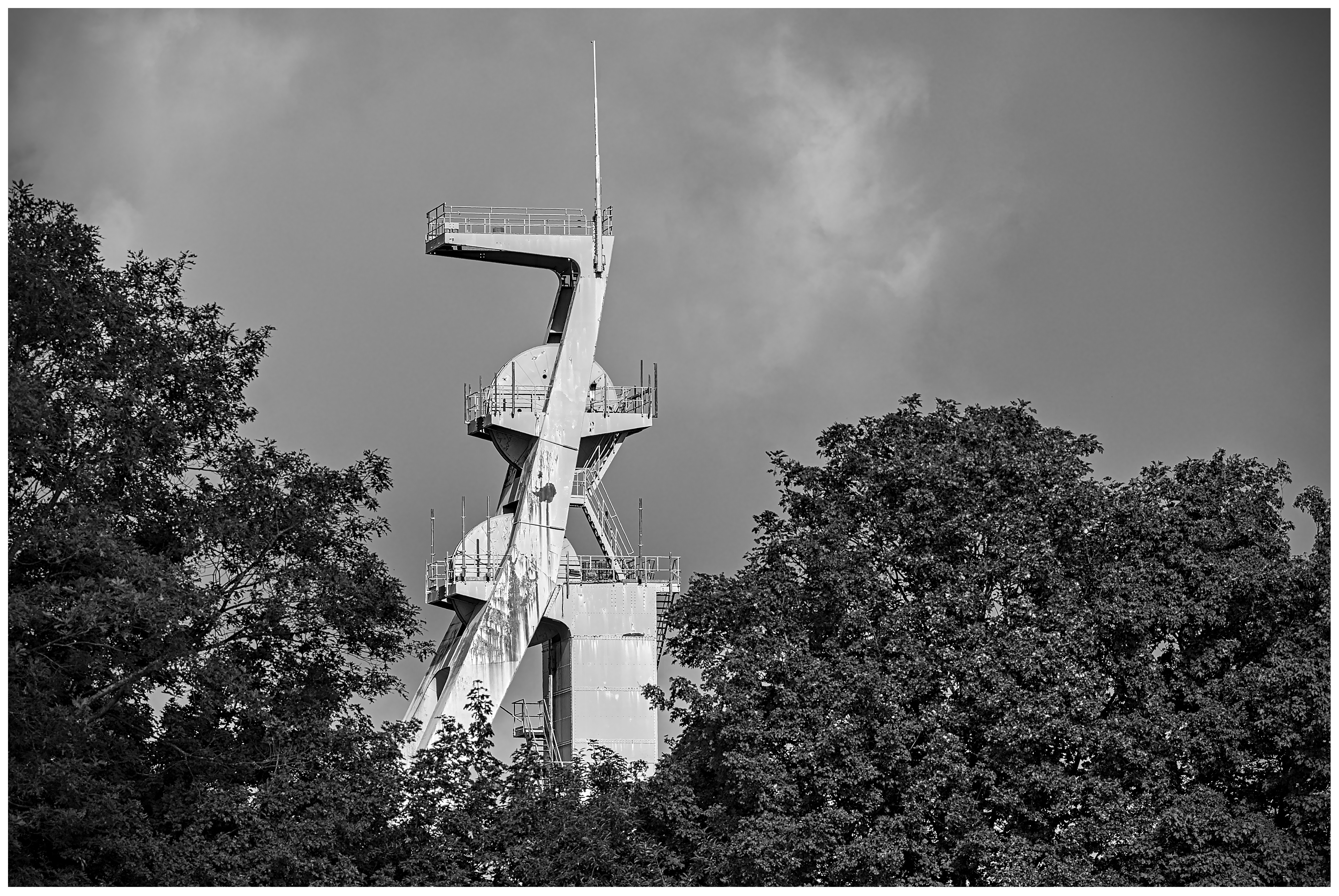
Niederberg IV, 2021

Die Schachtanlage Niederberg IV ist eine ehemalige Schachtanlage am Windmühlenweg westlich von Tönisberg, Kempen. Sie gehörte der Zeche Niederberg, die über ein etwa 120 km² großes Grubenfeld verfügte, und im Bergwerk West aufging. Der Schacht lag im Südwesten des Grubenfelds.
Teufbeginn des Schachts war 1959, seine Teufe betrug 780 m, er diente zur Belüftung der Grube und zur Beförderung von Bergleuten und Gerätschaften. Das Holzgerüst wurde 1962 durch den Stahlturm ersetzt. Als Werkssiedlung wurde ab 1963 die Wartsbergsiedlung bezogen. Das Betriebsende war 2002. Der Schacht wurde mit 13.350 m³ Beton verfüllt. Die RAG stellte 2014 einen Antrag auf Abriss der Anlagen, wogegen Proteste erhoben wurden. Das Fördergerüst mit Schachthalle, Fördermaschinenhaus und einem weiteren Gebäude stehen nunmehr als Industriedenkmale unter Denkmalschutz. Das Gelände soll als Gewerbegebiet entwickelt werden.
Südlich befindet sich eine Bockwindmühle aus dem 17. Jahrhundert. 